# Gia Maione
Gia Maione Prima (* 20. Mai 1941 in Roebling (New Jersey); † 23. September 2013 in Florida) war eine US-amerikanische Sängerin und die Witwe des Sängers Louis Prima.

## Leben und Karriere
Gia Maione hatte als Kind Klavier- und Gesangsunterricht; nach ihrer Graduierung 1959 an der Toms River High School in New Jersey erhielt sie den National Arion Society Award in Music. Mit der Absicht, an der Julliard School of Music in New York City zu studieren, jobbte Gia im Howard Johnsons Restaurant und hatte daneben Klavier- und Gesangsunterricht. Sie arbeitete im Alter von 21 Jahren als Garderobenfrau in einem Casino in New Jersey, als sie Louis Prima kennenlernte, der nach der Trennung von Keely Smith, mit der er gemeinsam auf der Bühne stand, auf der Suche nach einer neuen Gesangspartnerin war. Nach zwei Jahren wurde Gia Maione 1963 die fünfte Ehefrau von Prima. Sie traten gemeinsam in Casinos und Clubs auf, außerdem in Fernsehshows wie der Ed Sullivan Show und The Tonight Show mit Johnny Carson sowie mit Merv Griffin, Steve Lawrence, Art Linkletter, Bob Hope und Dean Martin.
Mit Louis Prima nahm sie 14 Alben und zahlreiche Singles auf, wie Ooh, Look What You've Done to Me/Big Daddy mit Sam Butera and The Witnesses für Capitol Records (1962) sowie die Popsongs Sunday Lover, On the Other Side of Tears und I’ve Got a Crush on You (1964). Nach dem Tode ihres Mannes 1978 übernahm sie die Pflege des Nachlasses und veröffentlichte Aufnahmen auf den Labels Prima Music, LLC und der Website louisprima.com.  Hierzu gehörte Primas Album Angelina mit italienischen Novelty Songs.